# Брод (Марьовський район)
Брод (рос. Брод) — присілок у Марьовському районі Новгородської області Російської Федерації.
Населення становить 15  осіб. Належить до муніципального утворення Мойсеєвське сільське поселення.

## Історія
До 1927 року населений пункт перебував у складі Новгородської губернії. У 1927-1944 роках перебував у складі Ленінградської області.

## Населення
| 2010 | 2011 | 2012 | 2013 | 2014 | 2015 | 2016 |
| ---- | ---- | ---- | ---- | ---- | ---- | ---- |
| 21   | ↘20  | ↘18  | →18  | ↗19  | ↘16  | ↘15  |